# .44 Magnum
.44 Remington Magnum, eller blot .44 Magnum (10.9×33mmR), og ofte .44 Mag, er en stor kaliber patron, der oprindeligt blev designet til revolvere. Efter dens introduktion blev den hurtigt adopteret til karabiner og rifler. Selvom den har navnet ".44", bruger pistoler til .44 Magnum-kugler og dens forløber .44 Special, 0.429 in (10.9 mm) patroner.
.44 Magnumen er baseret på en længere udgave af .44 Special-hylsteret, der er ladet til et højere tryk for at give efter hastighed (og dermed kraft). Kaliberen .44 Magnum er siden blevet overskygget i kraft af .454 Casull, og de seneste .460 S&W Magnum og .500 S&W Magnum. Alligevel er det fortsat den mest populære højkaliber magnum patron. Når den bliver ladet til sit maksimum med tunge, panserbrydende projektiler kan .44 Magnum bruges til jagt på kort afstand, dog på bekostning af stort rekyl og mundingsild, når den affyres af pistoler. I karabiner og rifler sker dette ikke i samme grad.
0.44 Magnum er berømt fra Dirty Harry-serien, hvor Clint Eastwood i rollen som politibetjenten Harry Callahan benytter sin Smith & Wesson Model 29 0.44 Magnum til at holde ro og orden i gaderne.
Brugen af revolveren har bl.a. afledt et af de mest berømte filmcitater:
| Citat | I know what you're thinking. Did he fire six shots or only five? Well, to tell you the truth, in all this excitement I kinda lost track myself. But being this is a .44 Magnum, the most powerful handgun in the world, and would blow your head clean off, you've got to ask yourself one question: Do I feel lucky? Well, do ya, punk? | Citat |
|       | |       |

## Oprindelse
.44 Magnum-patronen var et resultat af flere års tunede håndladede .44 Special. Kaliberen .44 Special og andre store pistolpatroner, blev ladet med tunge kugler der gav dem bedre jagtegenskaber, da det kunne affyres med større hastighed. En af de personer, der udførte disse håndladede patroner, var Elmer Keith som var forfatter og friluftsmands i 1900-tallet.ref name="50years" />
Elmer Keith endte med at bruge .44 Special patroner som udgangspunkt for sine eksperimenter, i stedet for den større .45 Colt. På dette tidspunkt var udvalget af .44 kaliber projektiler til pistoler mere varieret og .44 special messing var tykkere og stærkere end det ældre .45 Colt-hylster. Derudover var .44 Special-hylsteret mindre i diameter en .45 Colt-hylstret. I revolvere med samme cylinderstørrelse betød dette, at .44 kaliberrevolvere havde tykkere og dermed stærkere cylindervægge end for .45-kaliberen. Dette tillod at det kunne opbygges større tryk med mindre risiko for at sprænge cylinderen.
Keith opfordrede Smith & Wesson og Remington til at producere kommercielle versioner af hans nye højtryksladning, og revolvere der passede til. Smith & Wessons første .44 Magnum revolver var Model 29, der blev fremstillet den 15. december 1955, og denne pistol blev offentliggjort 19. januar 1956 til en pris på $140. Julian Hatcher, (teknisk redaktør på American Rifleman) og Elmer Keith modtog to eksemplarer af de første modeller. Hatchers anmeldelse af den nye Smith & Wesson revolver og .44 Magnum-patronerne blev udgivet i marts 1956 i tidsskriftet. Smith & Wesson producerede 3.100 af disse revolvere i 1956.
I sommeren 1956 blev våbenproducenten Sturm, Ruger & Co. opmærksom på projektet, og begyndte at arbejde på en Blackhawk revolver til den nye .44 Magnum-patron. Et rygte fortæller at en medarbejder fra Ruger fandt et patronhylster med teksten ".44 Remington Magnum" og tog det med til Bill Ruger, mens andre siger, at en ansat i Remington gav Ruger et tidligt prøveeksemplar af ammunitionstypen. Ruger begyndte at levere deres nye revolver i november 1956.
.44 Magnum-hylstret er en smule længere en patronhylstret til .44 Special, men ikke for at give mere plads til drivmidlet, men derimod for at forhindre at de bliver brugt i ældre og svagere våben fremstillet til .44 Special, da disse ikke er designet til det højere tryk, der er i 044 Magnum, og man derfor forhindre skader og mulige dødsfald, hvis en pistol sprænges af kraften.
.44 Magnum blev en øjeblikkelig succes, og de direkte efterkommere af S&W Model 29 og .44 Magnum Ruger Blackhawks er stadig i produktion, har fået følgeskab af utallige andre fabrikanter og modeller af .44 Magnum revolvere og også en håndfuld semiautomatiske modeller, hvor af de første blev produceret i 1960'erne. I filmen Dirty Harry benytter hovedpersonen Harry Callahan, spillet af Clint Eastwood en S&W M29, hvilket har fået modellen popularitet til at stige voldsomt, og derfor også kaliberen.
Ruger introducerede sin første lange pistol, en semiautomatisk karabin kaldet Ruger Model 44 til .44 Magnum i 1959. Marlin fulgte efter kort efter med deres Model 1894 til .44 Magnum. Det er en gammel tradition at introducere en karabin og en pistol i samme kaliber; .44-40 Winchester blev introduceret af Winchester i 1873, og Colt fulgte efter i 1978 med en revolver i samme kaliber. .38-40 Winchester og .32-20 Winchester var også tilgængelige som både karabin og revolver, hvilket tillod at skytter brugte samme ammunition i begge våben.
Selvom forbedrede moderne legeringer og fremstillingsteknikker har gjort det muligt at producere endnu stærkere cylindere, hvilket har ledt til større og kraftigere patroner som eksempelvis .454 Casull og .480 Ruger til revolvere i samme størrelse som .44 Magnum, bliver .44 Magnum stadig betragtet som et exceptionelt våben. I 2006 introducerede Ruger en special 50-års jubilæumsudgave af Blackhawk revolveren i anledning af 50-året for .44 Magnum-kaliberen.